# Labbeville
Labbeville é uma comuna francesa na região administrativa da Ilha de França, no departamento do Vale do Oise. Estende-se por uma área de 8.07 km². Em 2010 a comuna tinha 641 habitantes (densidade: 79,4 hab./km²).